# Эпумер
Эпумер, Эпугнер (ок. 1814, Леувуко — после 1883, Брагадо) — последний верховный лонко (вождь) племенной конфедерации Ранкелес (август 1877 — декабрь 1878). Он командовал войсками Ранкеля в период упадка этого коренного народа, когда усовершенствования в вооружении «белых» вооружённых сил обеспечивали им абсолютное превосходство практически в любом сражении.

## Биография
Родился в 1814 году в Леувуко в Ла-Плате, Аргентина. Четвертый сын Пайна Гуора (ок. 1780—1844), верховного вождя (касика) племенной конфедерации Ранкелес (1836—1844). Старшие братья — Кальваин и Мариано Росас.
Его имя означает «две лисицы». При отправке письменных сообщений он подписывался как Эпумер Росас. Находясь в заключении на острове Мартин-Гарсия принял крещение, для этого потребовались данные о его рождении. Эпумер ответил, что он родился в Леувуко, главном убежище Ранкелес и его семьи в частности, в 1814 году.
18 августа 1877 года в в своём поселении Леувуко скончался от оспы Мариано Росас, главный предводитель племени Ранкелес. Сразу же присутствовавшие вожди и капитаны провозгласили Эпумера новым верховным вождем, который руководил похоронами усопшего вождя. Церемония была настолько зрелищной, что удостоилась подробной заметки в буэнос-айресской газете La América del Sur . Следующим его шагом стало инициирование переговоров с целью обеспечения того, чтобы три мирных договора, подписанные его братом с аргентинскими властями, оставались в силе.
Полковник Лусио Викторио Мансилья встретился с ним во время своей знаменитой дипломатической экспедиции в Леувуко и упоминает, что он был грозным и очень эффективным воином, но что его особенно боялись в мирное время, потому что он имел тенденцию напиваться и становился особенно агрессивным. Полковник Мансилья говорит, что он почти наверняка был метисом или в какой-то степени потомком белой женщины, судя по его внешности, и что у него была только одна жена — заметное исключение среди коренных народов, обладающих некоторой властью. Однако в 1879 году он заявил, что у него их двое: один из них — из племени ранкелес, а другой — белая пленница.
В то время как Мариано Росас командовал своими людьми на мирных переговорах, его брат Эпумер принимал участие в военных действиях. Он совершил несколько набегов, особенно в 1868 и 1870 годах. В 1872 году генерал Ведия двинулся со своей армией в сторону Леувуко и подошел довольно близко, но был вынужден вернуться из-за серии засад, устроенных воинами Эпумера. Он принимал участие в масштабном рейде Кальфукура в 1872 году и сражался в битве при Сан-Карлосе в качестве командира резерва. Поражение заставило его быть более осторожным, и с тех пор он следовал пацифистской политике своего брата.
После смерти Мариано Росаса в августе 1877 года он принял на себя командование всей «нацией» Ранкелеса. В июле 1878 года Эпумер заставил своего брата Уэчугнера подписать мирный договор с правительством Аргентинской республики, который также подписал представитель Баигорриты и президент Николас Авельянеда, полковник Мануэль Оласкоага. Однако новый военный министр Хулио Архентино Рока не желал соблюдать договор: когда Эпумер сообщил ему, что он просит охотничьи угодья (лучшие из них были у него отобраны при продвижении к границам Аргентины), министр ответил, что он должен согласиться пойти и жить там, где ему скажут, иначе он будет истреблен. Никаких новостей о мирном договоре.
В октябре 1878 года сто индейцев Эпумера явились в Вилья-Мерседес под командованием мелкого вождя по имени Лланкамиль, чтобы попросить продовольствие, которое им обычно выдавала армия. Командир Рудесиндо Рока, брат министра, потребовал их сдачи. Когда они попытались защитить себя, они подверглись массированной перестрелке, в которой погибла половина коренных жителей, и только пятерым удалось избежать резни или тюрьмы. Сам Лланкамиль попал в плен и обрел свободу лишь четыре года спустя. Мир был нарушен, и нарушила его аргентинская армия. Многие из людей Байгорриты были убиты или похищены в мирное время, а некоторые были зверски убиты после того, как сдались. Затем они начали массированную атаку на лагеря Ранкелес: Рока сообщил своему брату, что захватил двести пятьдесят пленных, а Эдуардо Раседо сообщил о трехстах семидесяти. Началось последнее вторжение. Они заняли Леувуко и Пуатауэ и даже не почтили память погибших: могила Мариано Росаса была разграблена, а его череп отправлен в качестве трофея в Буэнос-Айрес. Контратака Эпумера была отбита, но она показала Роке, что его враг еще не побежден, поэтому он вернулся в Вилья-Мерседес.
В декабре Эдуардо Раседо снова отправился в Леувуко, где 18 декабря он встретил Эпумера и нескольких других туземцев, собиравших ячмень, необходимый для его лошадей. Офицер вышел вперед и спокойно объяснил, что ему больше некуда идти. Эпумер сдался и был доставлен к генералу Раседо, которому он сказал, что по-прежнему верит в добрую волю христиан. Раседо, назвавший Эпумера «бандитом», проигнорировал все мирные договоры и отправил вождя в тюрьму на острове Мартин-Гарсия, где очень большой процент заключенных умер от голода или болезней, которые никто не удосужился вылечить. Эпумер провел на цепи больше года, прежде чем его отпустили на относительную свободу.
В 1883 году аргентинский сенатор Антонино Камбасерес попросил передать ему Эпумера и нанял его в качестве батрака. Больше о нем ничего не известно, и, принимая во внимание, что ему было около семидесяти лет, вполне возможно, что он умер на ранчо Камбасереса в Брагадо.
Походы, закончившиеся в тюрьме Эпумер, были задачей уничтожения, предшествовавшей Покорению пустыни, великой экспедиции осени 1879 года. Во время нее было взято в плен около тысячи двухсот ранкелесов, включая воинов и «чернь» . Индейские семьи были разделены, дети разлучены со своими матерями, и большинство из них были подвергнуты режиму, близкому к рабству.